# Gwinea na Letnich Igrzyskach Olimpijskich 2008
Gwineę na Letnich Igrzyskach Olimpijskich 2008 reprezentowało 5 zawodników w 3 dyscyplinach.
Był to dziewiąty start reprezentacji Gwinei na letnich igrzyskach olimpijskich.

## Wyniki reprezentantów Gwinei

### Lekkoatletyka
Mężczyźni
| Zawodnik            | Konkurencja | Eliminacje | Eliminacje | Półfinał                     | Półfinał                     | Finał                        | Miejsce                      |
| Zawodnik            | Konkurencja | Wynik      | Miejsce    | Wynik                        | Miejsce                      | Wynik                        | Miejsce                      |
| ------------------- | ----------- | ---------- | ---------- | ---------------------------- | ---------------------------- | ---------------------------- | ---------------------------- |
| Nabie Foday Fofanah | 200m        | 21,68      |            | Odpadł z dalszej rywalizacji | Odpadł z dalszej rywalizacji | Odpadł z dalszej rywalizacji | Odpadł z dalszej rywalizacji |

Kobiety
| Zawodniczka     | Konkurencja       | Eliminacje | Eliminacje | Półfinał                      | Półfinał                      | Finał                         | Miejsce                       |
| Zawodniczka     | Konkurencja       | Wynik      | Miejsce    | Wynik                         | Miejsce                       | Wynik                         | Miejsce                       |
| --------------- | ----------------- | ---------- | ---------- | ----------------------------- | ----------------------------- | ----------------------------- | ----------------------------- |
| Fatmata Fofanah | 100m przez płotki | DNF        | 87         | Odpadła z dalszej rywalizacji | Odpadła z dalszej rywalizacji | Odpadła z dalszej rywalizacji | Odpadła z dalszej rywalizacji |

### Pływanie
Mężczyźni
| Zawodnik      | Konkurencja       | Wyścig eliminacyjny | Wyścig eliminacyjny | Półfinał                     | Półfinał                     | Finał                        | Finał   |
| Zawodnik      | Konkurencja       | Czas                | Miejsce             | Czas                         | Miejsce                      | Czas                         | Miejsce |
| ------------- | ----------------- | ------------------- | ------------------- | ---------------------------- | ---------------------------- | ---------------------------- | ------- |
| Mamadou Cisse | 50 m st. dowolnym | 29,29               | 89                  | Odpadł z dalszej rywalizacji | Odpadł z dalszej rywalizacji | Odpadł z dalszej rywalizacji | 89      |

Kobiety
| Zawodniczka | Konkurencja       | Wyścig eliminacyjny | Wyścig eliminacyjny | Półfinał                      | Półfinał                      | Finał                         | Finał   |
| Zawodniczka | Konkurencja       | Czas                | Miejsce             | Czas                          | Miejsce                       | Czas                          | Miejsce |
| ----------- | ----------------- | ------------------- | ------------------- | ----------------------------- | ----------------------------- | ----------------------------- | ------- |
| Djene Barry | 50 m st. dowolnym | 39,80               | 89                  | Odpadła z dalszej rywalizacji | Odpadła z dalszej rywalizacji | Odpadła z dalszej rywalizacji | 89      |

### Taekwondo
Kobiety
| Zawodniczka           | Konkurencja | 1/16               | Ćwierćfinał                   | Półfinał                      | Ćwierćfinał repasaży          | Półfinał repasaży             | Finał                         |
| Zawodniczka           | Konkurencja | Przeciwnik Punkty  | Przeciwnik Punkty             | Przeciwnik Punkty             | Przeciwnik Punkty             | Przeciwnik Punkty             | Przeciwnik Punkty             |
| --------------------- | ----------- | ------------------ | ----------------------------- | ----------------------------- | ----------------------------- | ----------------------------- | ----------------------------- |
| Mariama Dalanda Barry | 67kg        | Helena Fromm P 1-6 | Odpadła z dalszej rywalizacji | Odpadła z dalszej rywalizacji | Odpadła z dalszej rywalizacji | Odpadła z dalszej rywalizacji | Odpadła z dalszej rywalizacji |